# يشوع الكاهن
يشوع (بالعبرية יְהוֹשֻׁוּעַ) أو يشوع رئيس الكهنة، وفقًا للكتاب المقدس كان أول شخص يتم اختياره ليكون رئيس الكهنة لإعادة بناء الهيكل بعد عودة بني إسرائيل من السبي البابلي. يُدعى يشوع بن يوصاداق في سفر حجاي وسفر زكريا.
خدم يشوع بن يوصاداق رئيس الكهنة في الفترى 515-490 قبل الميلاد، رأى زكريا بن برخيا رؤية تتعلق بتطهير نحميا للمعبد.

## قبره
في عام 1825 عُثِر على قبر يُنسب ليشوع على مسافة ساعة واحدة من بغداد.